# Johan van Eikeren
Johannes Hendricus (Johan) van Eikeren (Amsterdam, 15 september 1900 – aldaar, 23 september 1969) was een Nederlands typograaf. Ook als auteur in grafische vakbladen heeft hij een rol gespeeld voor drukkers en uitgevers.

## Loopbaan
In de Tweede Wereldoorlog was Van Eikeren zoals veel typografen betrokken bij het verzet. Na 1945 was hij als typograaf betrokken bij vele uitgaven.
Van Eikeren was veertig jaar lang in dienst van C.G.A. Corvey Papiergroothandel. Vanaf 1936 verzorgde hij de typografie van de reeks "Het model voor den uitgever". Na augustus 1947 werd "den": "de", alhoewel dat niet geheel consequent werd gedaan. Na 1964 kreeg de reeks de naam "Het Corvey-Model voor de uitgever".
Gedurende de oorlogsjaren 1940-1945 was Van Eikeren zeer actief betrokken bij vele illegale uitgaven. In zijn in 1945 uitgegeven boekje Perijkelen bij de verzorging van het boek in de oorlogsjaren noemt hij 51 titels van boeken, waaraan hij had meegewerkt. Ruim 30 titels zijn dan nog in voorbereiding, deze laat hij ongenoemd in de hoop dat ze spoedig het licht zullen zien. In dit boek gaat Van Eikeren diep in op alle problemen waarmee uitgevers, papiermakers, papierhandelaren, drukkers, boekbinders, typografen en auteurs gedurende de bezetting zoal te maken kregen.
Van Eikeren was als typograaf betrokken bij vele kerstnummers van Grafisch Nederland, schreef artikelen voor vele grafische vakbladen, en richtte veel exposities van tekenaars en illustratoren in de toonkamers van papiergroothandel Corvey op de Keizersgracht in.
In 1947 gaf Van Eikeren een boek over de Amsterdamse Joffers uit, dat veel invloed heeft gehad in de perceptie van deze groep kunstenaars. Vanaf 1951 verzorgde hij een tiental jaren de typografie van een groot aantal uitgaven van de Wereldbibliotheek.
Hij overleed in 1969 op 69-jarige leeftijd.

## Naleven
Van 14 april tot en met 21 mei 1983 werd er in het Rijksmuseum Meermanno-Westreenianum/Museum van het Boek te Den Haag een overzichtstentoonstelling gehouden van alle Corveymodellen die Van Eikeren voor Papierhandel Corvey maakte. Dit museum heeft een unieke bijna complete verzameling "uitgeversmodellen". "Meermanno bezit ruim 180 exemplaren van deze serie, wellicht enige dubbel, van 1937 tot het laatste deeltje uit 1970." Al is dat niet gemakkelijk op de site van Meermanno te vinden. De tentoonstellingscatalogus werd door Huib van Krimpen samengesteld en door Papierhandel Scaldia uitgegeven en uitgebracht als eerste in de vijfdelige reeks "Scaldia model; nr. 1". In dit boekje is ook de lijst van alle Corveymodellen opgenomen.
In het Stadsarchief van Amsterdam wordt een klein archief bewaard: daarin de receptieboeken ter gelegenheid van het 25-jarig dienstverband en het afscheid van Van Eikeren bij Corvey, met handtekeningen van onder anderen Fiep Westendorp en Bert Bouman. Ook zijn er enige eigenhandige aquarellen in te vinden, alsmede opzetten en vignetten voor de Corveymodellen.

### Oorlogsuitgaven met typografische ondersteuning van Van Eikeren
- 1941: Jean Racine, Andromache. Treurspel in vijf bedrijven, vertaling van Jan Prins
  - uitgave: Uitgeverij Ad. Donker, Antwerpen, Bilthoven (De Jong 684), 60 blz., gebonden, oplage: 600 exx., gedrukt bij: Meijer's Boek- en Handelsdrukkerij te Wormerveer, inliggend blaadje geeft een overzicht van de inhoud.
- 1941: Orion Lieder.Gedichte von Wolfgang Cordan
  - uitgave: Akademische Veranstalt Pantheon (Dr. K.G. Kollar) Amsterdam (De Jong 630), 64 blz., oplage: 60 genummerde exx. niet in de handel., gebruikte letter: Gravura en Libra, gedrukt bij: Meijer's Boek- en Handelsdrukkerij Wormerveer,
- 1942: Alois Vigoleis Thelen, Schloss Pascoaes. Gedichte, mit Zeichnung von Carlos Carneiro
  - uitgave: Rhein-Verlag, Zürich (= Akademische Verlagsansalt Pantheon (dr. K.G. Kollar), Amsterdam) (De Jong 813), 64 blz., gezet uit de Monotype Antiqua, bij: Drukkerij G.J. Thieme, Nijmegen, gedrukt op: Prima Luxe Text Papier, oplage 160 exx., 10 stuks zonder en 150 exx met nummer, de nummers 1, 2, 3, 7, 13, 33, 50, 100 en 150 werden gesigneerd door de schrijver. Gebonden door: J. Brandt en Zoon, Amsterdam
- 1942 = 1943: A. Marja, Maar ja, Marja
  - A. Marja = pseudoniem van Arend Theodoor Mooij, uitgave: Homerus Pers = F.G. Kroonder (De Jong 539), 32 blz. illustraties, gezet in de Lutetia van Jan van Krimpen, oplage 300 genummerde exx. alle gesigneerd door de dichter, 1 t/m 75 op blauw grijs, luxe text, 76 t/m 300 op bruin pakpapier, druk: Drukkerij Gebrs. Pelle, Bussum.
- 1943: Eddy Evenhuis, Uit de pas. Gedichten
  - uitgave: Homerus Pers (=F.G. Kroonder) (De Jong 256), druk: Drukkerij Van der Schaaf, Amsterdam, 32 blz., oplage 300 genummerde exx. op Boston Text, gebruikte letter: Garamont.
- 1943: Johann Sebastian Bach, Passio Christi. Edidit Prof. Dr. T. van Doorn. Illustravit Albrecht Dürer. Prodiit in 'Camera Obscura' Iraenapoli, in tempore belli, 
  - Prof. Dr. T. Van Doorn = pseudoniem van: Louis Michiel van Strien, uitgave: F. Hoes, Amsterdam (De Jong 54), druk: N.V. de IJssel, Deventer, 70 blz., in halfperkamenten band, oplage 250 exx. 50 niet in de handel, bindwerk: N.V. v/h J.G.Pulle te Leiden (vermeld werd: Albertus Magnusz.), tekening op de band: Fra Angelico.
- 1941 = 1943: Johan Gottfried Herder, Menschheit und Nation. Aus der Briefen zur Beförderung der Humanität (De Jong 380)
  - uitgave: Akademische Verlagsantstalt Pantheon, II, 48, II blz., oplage 350 exx op Luxe TextPapier, druk: Druckerei Meijer zu Wormerveer, gebruikte letter: Garamont
- 1941 = 1943: Alfred de Musset, De deur moet open zijn of dicht. Naar het Frans door Jan Prins
  - Uitgeverij Ad. Donker, Antwerpen, Bilthoven (De Jong 585), 24 blz., gebonden, oplage: 300 exx. gedrukt bij: Meijer's Boek- en Handelsdrukkerij, Wormerveer.
- 1941 = 1943: Johann Gottfried Seume, Apokryphen. Geschrieben 1806 und 1807. Auswahl, mit Nachwort, von Wolfgang Frommel.
  - uitgave: Akademische Verlagsansalt Pantheon (Dr. K.G. Kollar), Amsterdam (De Jong 754), 68 blz., oplage: 250 genummerde exx., gezet uit de Perpetualetter en gedrukt op Luxe Textpapier bij Drukkerij Meijer, Wormerveer, gebonden door: J. Brandt en Zoon, Amsterdam
- 1943: Hildebrand, "'Hoe warm het was en hoe ver, Amsterdam, bij Last en Co, aan de Lauriergracht 37, 1814 (De Jong 387)
  - uitgave: F. Hoes, Amsterdam, 60 blz., gebonden in halfperkament, oplage 250 genummerde exx.
- 1943: Josef Ponten, Het koor start in. Novelle
  - uitgave: F.G. Kroonder, Bussum (De Jong 669), vertaald door: A. Marja, 136 blz., gebonden, gedrukt bij: Koch en Knuttel, Gouda, Omslag en boekversiering: R. Snapper
- 1943: Hanno van Wagenvoorde pseudoniem van Dick Riegen, De lampon der beminden. Gedichten[4]
  - Homerus pers, (= F.G. Kroonder, Bussum) (De Jong 922), 32 blz., gebonden, oplage 150 genummerde en getekende exemplaren, gezeet uit de Lutetia van Jan van Krimpen en gedrukt op pakpapier, door: Drukkerij Gebrs. Pelle te Bussum. Op de band staat als titel vermeld: Gedichten.
- 1943:  't Geslacht / de geboort / plaets / tijdt / leven en de werken Van Karel van Mander, Schilder/ en Poeet / Mitsgaders Zijn Overlijden, ende begraeffenis., uitgegeven door: Diederik Theodorus Enklaar. Rotterdam.
  - Uitgeverij Ad. Donker, Antwerpen, Bilthoven (De Jong 1009), 36 blz. met portret, gedrukt en gebonden in een oplaag van 800 exx. door: N.V. Kemink & zoon te Utrecht.
- 1941 = 1944: De Ware geschiedenis van Tristan en Isolde. In het kort naverteld door J.W.F. Werumeus Buning. Met houtsneden uit de oude volksboek van 1484.
  - Hoorn, West Friesland (De Jong 928), 56 blz. met de hand gezet uit de Grotiusletter onder de leiding van J.H. van Eikeren en op de eigen persen gedrukt in een oplaag van 1500 exx. Een vijftigtal werd genummerd van 1 tot 50. De houtsneden werden ontleend aan de `Historie von Tristan und Isolde' gedrukt door Anton Sorg te Augsburg in 1484. Gedrukt door de uitgeefster.[5]
- 1940 = 1944: J.W.F. Werumeus Buning, Petrus en de katwijker visschers. Met Teekeningen van C. Boost.
  - Uitgeverij Ad. Donker, Antwerpen, Bilthoven (De Jong 939), 20 blz., gekartonneerd, oplage: 2600 exx. gedrukt en gebonden door: Meijer's Boek- en Handelsdrukkerij te Wormerveer.
- 1944: J.C. van Wijck Czn., (pseudoniem: Willem Donker Pzn.)De strooper. met vignet door: R. Snapper[6]
  - Uitgeverij Ad. Donker, Antwerpen, Bilthoven (De Jong 961), 24 blz., gedrukt bij: Drukkerij De Valk, Amsterdam, colophon: De Strooper is een fragment uit de roman 'Wereldlente' door J.C. van Wijck Czn., in 1910 verschenen bij W.L. en J. Brusse te Rotterdam en den 7den October 1944 met toestemming van de uitgevers, ter gelegenheid van den een en zeventigsten verjaardag van den schrijver opnieuw uitgegeven door diens jongsten zoon. De oplage bestaat uit Twee Honderd Vijftig exemplaren
- 1944: Rainer Maria Rilke, A. Marja, Keur uit Rilke. Vertaalde gedichten. Met inleiding per brief
  - Bayard Pers = F.G. Kroonder, Bussum (De Jong 696), 48 blz., oplage 500 exx., 50 exx. gedrukt op Vergé Text, genummerd en gesigneerd door A. Marja, gedrukt bij: Drukkerij van der Schaaf te Amsterdam, ontwerp omslag: Fons Mertens
- 1940 = 1944: Den Sack der Consten. Wten Latine/Italiaensche/Fransche/duytsche ghecopuleert Om te vermaken die bewaerde sinnen. Ende voor hem dye gheerde wat nyeus hooren. Herdrukt naar de Antwerpsche volksuitgave van 1528 met alle daarin voorkomende houtsneden voor de Kamelion-Pers in het jaar M.CM.XL
  - uitgave: F.G. Kroonder, Bussum (De Jong 735), 40 blz., Met de hand gezet uit de Grotiusletter, oplage: 300 genummerde exx., gedrukt bij: Drukkerij West-Friesland te Hoorn
  - Er bestaat nog een andere uitgave met een versie van dit verhaal: Corvey Model-38a, dat dateert uit 1941, dat heeft een iets kleiner formaat, en is gedrukt op houthoudend papier.
- 1941 = 1944: C.P. de La Fournière, Die Einkehr des Heracles (De Jong 473)
  - uitgave:  K. G. Kollar, 44 blz.  oplage 450 genummerde exx. op Luxe-Textpapier, druk: Drukkerij Meijer, Wormerveer, gebruikte letter: Gill en Egmont, gebonden door: J. Brandt en Zoon, Amsterdam
- 1941 = 1944: Molière, De menschenhater. Blijspel in vijf bedrijven. Vertaling van Jan Prins
  - Uitgeverij Ad. Donker, Antwerpen, Bilthoven (De Jong 574), 68 blz., gebonden, gedrukt in een oplage van 600 exx. bij Meijer's Boek- en Handelsdrukkerij, te Wormerveer
- 1944: A.Nonymus, Het Lied der Minne. Bijeengelezen door A.Nonymus
  - uitgave: In den Bloemhof, = Meijer's Boek- en Handelsdrukkerij (De Jong 511), 32 blz., met de hand gezet uit de Lutetia en gedrukt op de handpers  op Dürer tekst
- 1944: Ton Tergouw, Ontgoocheling. Het relaas van een ontmoeting
  - uitgave: In den Bloemhof = Meijer's Boek- en Handelsdrukkerij (De Jong 804) 40 blz., colophon: Geheel met de hand gezet en op een uit het stof gehaald persje afgedrukt.
- 1944: A.Nonymus, De legende van het spookschip De Vliegende Hollander. Met twee waterverftekeningen van de schrijver.
  - uitgave: In den droeven tijd, = F.G. Kroonder, Bussum (De Jong 604), 32 blz., oplage: 500 exx. voor vrienden van uitgever en schrijver, gebruikte letter: Erasmus, druk: Drukkerij C. Visser te Huizen.
- 1944: Johan de Molenaar, Cantabile. Verzen, samengesteld door: W. de Molenaar-van Amerongen (vrouw van Johan) en Theun(is Uilke) de Vries.
  - Uitgeverij Ad. Donker, Antwerpen, Bilthoven (De Jong 573), 40 blz. gebonden, oplage: 100 genummerde exx., nr. 1 aangeboden aan de dichter op zijn verjaardag 18 april 1944, overige nummers gereserveerd voor 's dichters familie, vrienden en bewonderaars, Druk: Meijer's Boek- en Handelsdrukkerij te Wormerveer.
- 1944: A. Marja, Waar ik ook ga. Gedichten
  - A. Marja = pseudoniem van Arend Theodoor Mooij, uitgave: Bayard Pers = F.G. Kroonder, Bussum (De Jong 540), gezet uit de Astreeletter van R. Girot, 40 blz., gedrukt bij: Drukkerij Rutger Ophorst, Bussum, in een oplage van 350 exx., vijftig genummerde en door de dichter gesigneerde exx. op oud-Hollands Vergé voor vrienden en bekenden van de dichter.
- 1944: Gerrit Achterberg, Sintels, gedichten, 
  - uitgave: Bayard pers (F.G. Kroonder) (De Jong 28), letter: Weiss Antiqua, oplage: 450 exx. op Hollandsch text, 50 exx. op Boston Text, genummerd en gesigneerd door de dichter, omslagvignet: Fons Montens, drukkerij J. Van der Schaaf, Amsterdam,
- 1944: G.A. Bredero, Eenichheydt is Armoedt, 
  - Uitgeverij Ad. Donker, Bilthoven (De Jong 116), folio, plano, oplage 115 exx., Gedrukt bij: Drukkerij Lindenbaum, Amsterdam,
- 1940 = 1944: Paul Claudel, Proteus. Een satyrisch spel in twee bedrijven., vertaling: J.W.F. Werumeus Buning, 
  - Uitgeverij Ad. Donker, Antwerpen (=Bilthoven) (De Jong 148), 43 blz., oplage: 1000 exx. gedrukt bij: Instituut Saint Louis,
- 1944: Jan Spierdijk, XVI sonnetten
  - Bayard Pers (=F.G. Kroonder, Bussum) (De Jong 772), 24 blz. gezet uit de Weiss Antiqualetter en gedrukt op Hollands Text in een oplage van 350 exx. uitsluitend voor vrienden van de schrijver en uitgever, bij Drukkerij C. Visser te Huizen. Omslagvignet getekend door: Fons Montens.
- 1939 = 1944: Tyrannis, Scene aus altgriechischer Stadt. Aus dem Griechischen übertragen von Peter von Uri
  - Im Pegasos Verlag, = Akademische Vranstalt Pantheon (Dr. K.G. Kollar) Amsterdam (De Jong 825), 24 blz. Gezet uit de Lutetialetter van Jan van Krimpen, gedrukt op: Hellas-Text, in een oplage van 100 exx. bij: Meijer's Boek- en Handelsdrukkerij, Wormerveer.
- 1944: Simon Vestdijk, De uiterste seconde. Gedichten.
  - Bayard Pers (=F.G. Kroonder, Bussum) (De Jong 862), 40 blz., oplage 500 exx., gedrukt in de Lutetialetter op houtvrij papier, uitsluitend voor vrienden en bekenden van dichter en uitgever. Vijftig genummerde exemplaren gedrukt op Oud-Hollandsch Velijn, werden door de dichter gesigneerd. Omslagtekening: Fons Montens, gedrukt bij: Drukkerij Rutger Ophorst te Bussum.
- 1945: Vier Maria legenden. Samengesteld door Johannes Hendrikus van Eikeren. Met linosneden van A. Nonymus.
  - De Ivoren Toren, Apeldoorn, (= F. Hoes, Amsterdam) (De Jong 868), 32 blz., oplage 250 genummerde exx., gedrukt bij: Meijer's Boek- en Handelsmaatschappij, Wormerveer, gebonden door: J. Brandt en Zoon, Amsterdam[7]
- 1945: Ab Visser, De biecht. Een novelle. met vignetten van Albert Rossel
  - Bayard Pers, (= F.G. Kroonder, Bussum) (De Jong 880), 32 blz., oplage: 450 exx., gezet in de Gravure, gedrukt op houtvrij Hollands Text, bij Drukkerij Märckelbach te Bussum.
- 1945: Des Soudaens Dochterken. Een middeleeuws gedicht, met illustraties door A. Nonymus
  - In den Ceder van Libanon, (= F. Hoes, Amsterdam) (De Jong 770), 20 blz., linosneden, oplage: 250 genummerde exx., met de hand gezet uit de Goudy Boldletter, op de handpers gedrukt bij: Meijer's Boek- en Handelsdrukkerij, Wormerveer, gebonden bij: J. Brandt en Zoon, Amsterdam
- 1945: Co Nandoyle, Hoe kapitein Étienne Gérard Saragossa nam, vertaald door A. Nonymus
  - uitgave: In den Bloemhof, = Meijer's Boek- en Handelsmaatschappij, Wormerveer (De Jong 590), 36 blz.
- 1945: Mea Mees-Verweij, De verdolven landen. Gedichten
  - uitgave: L. J. Veens's Uitgeversmaatschappij N.V., 64 blz. (De Jong 557), gedrukt op Oud-Hollandsch Papier van Van Gelder Zonen. Gezet uit de Cochinletter, oplage 500 genummerde exx. Gedrukt bij: G.J. Thieme, Nijmegen, gebonden bij: H. van Rijmenam, te 's Gravenhage.
- 1945: Jef Last (=Josephus Franciscus Last), Tau Kho Tau
  - uitgave: Bayard Pers (=F.G. Kroonder) Bussum (De Jong 486), 24 blz. oplage: 350 stuks gedrukt in de Weiss Antiqua, op Hollands tekstpapier, 15 exx. genummerd I-XV, gesigneerd door de dichter en met een extra titelgedicht voorzien, druk: Drukkerij C. Visser, Huizen, tekening omslag: Fons Montens.
- 1945: Ambrose Bierce, Het voorval op de Owl Creek brug, vertaald door Jan  Spierdijk, houtgravure: Arnold Pijpers, Bussum, 
  - uitgave: Bayard Pers (F.G. Kroonder) (De Jong 82), 34 blz., oplage: 500 exx., gedrukt bij drukkerij C.Visser, te Huizen, nr. 1 t/m 50 op: Oud-Hollands vergé, nr. 1 t/m 25 met een extra stel door Arnold Pijpers gesigneerde handdrukken van 5 houtgravures.
- 1945: Tinus van Doorn, De boer en de Vos, vrij naar een Perzische vertelling, Versjes met in linoleum gesneden prentjes van Tinus van Doorn, 
  - Uitgeverij Ad. Donker, Bilthoven, Antwerpen (De Jong 203), 40 blz., oplage: 100 exx met de hand ingekleurd door: Bach Schuurmans, druk: Meijer's Boek en Handelsdrukkerij, Wormerveer, gebruikte letter: Bodoni, band: N.V. v.h. J. Giltay, Dordrecht
- 1945: Johan Francken, Waerachtige historye vant gene geschiet ende gepasseert is, van tijt tot tijt, geduirende de gevancknisse van mijnen heere Johan van Oldenbarnevelt, avocaet van Hollandt, ridder, heere tot Berckel, Roderijs, ens. (De Jong 274)[8][9]
  - uitgave: F.G.Kroonder, Bussum, 44 blz. beperkte oplage, druk: Drukkerij Fa. Rutger Ophorst, Bussum, gebruikte letter: Astreeletter van R. Girot, In september 1944 in druk gegeven, werk was pas juli 1945 gereed.
- 1945: Robert Hennebo, De lof der Jeneever. Gedicht. Vercierd met het Portrait van den Dichter, getekent door den Hr. Jan Wandelaar, en in 't koper gebragt door den vermaerden Konstenaar Houbraken. (De Jong 376)
  - Uitgeverij Ad. Donker, Bilthoven, Antwerpen, 1939 = 1945, 32 blz. oplage ongeveer 2000 exx., druk: Meijer's Boek- en Handelsdrukkerij, Wormerveer.
- 1945: Cyprian Kamil Normid: De legende van Krakus en de draak. Vertaald en geïllustreerd door A.Nonymus.
  - uitgave: Kamelion Pers (F.G. Kroonder) Bussum (De Jong 609) 32 blz., oplage: 750 exx., 1-50 genummerd, gereserveerd voor de uitgever. gebruikte letter: Atlas, Nobel, gedrukt op Dürer Tekst bij: Drukkerij J.K.Smit en Zn, Amsterdam
- 1945: O Kersnacht, schooner dan de daegen, uitgeschreven en verlucht door Fons Montens In de benarde Nederlanden
  - uitgave: F.G. Kroonder, Bussum (De Jong 616), 32 blz., oplage: 2250 exx., 250 exx., 1-250 genummerd met de hand gekleurd en gesigneerd door de samensteller. Gedrukt bij: Drukkerij M.J.G. Kroon te Laren.
- 1940 = 1945: Paulus, De eerste brief van den apostel Paulus aan de Corintiërs
  - uitgave: Pegasus pers, 1940 (= 1945, F. Hoes, Amsterdam) (De Jong 647), 36 blz., oplage 250 genummerde exx., gedrukt in de Garamontletter ter drukkerij Aen de Rivier = Drukkerij `De IJsel' te Deventer, gebrocheerd bij: J. Brandt en Zoon te Amsterdam

### Perijkelen
- 1945: Perijkelen bij de verzorging van het boek in de oorlogsjaren, of: Het relaas van Hollandse onversaagdheid in tijden van nood,
  - uitgave: F.G. Kroonder, Bussum, 1945, 49 blz., oplage: 600 genummerde exx., gebruikte letter: Baskerville, linosnede omslag: Johan H. van Eikeren, drukker: geen opgaaf, in dit boekje geeft Van Eikeren een opgaaf van illegale uitgaven in de oorlog, waaraan hij heeft meegewerkt. Vele daarvan ontbreken in De Jong, en sommige daarvan ontbreekt zelfs een exemplaar in de KB.[10]

### Eigen werk in de oorlog vermeld in Perijkelen
- Paul Claudel: Proteus, een satyrisch spel in twee bedrijven, vertaling: J.W.F. Werumeus Buning, uitgave: 1940 (=1944), Ad. Donker te Antwerpen (=Bilthoven).
  - Oplage: 600 genumm. ex., 130 p., formaat: 13×19 cm, oorspronkelijke titel: Protée, 1920 (De Jong 148), Paul Louis Charles Marie Claudel (1868-1955). Delpher: Dit object kan alleen worden bekeken in de leeszaal van de Koninklijke Bibliotheek.[11]
- G.A. Brederode: Groot Lied-boek, naar de oorspronkelijke uitgave van 1622, bewerking dr. A.A. van Rijnbach, uitgave: Ad. Donker, Bilthoven.
  - Andries Albert van Rijnbach (1879-1953), met literatuur opgave en register, bevat: Boertigh Liedt-boeck; De groote bron der minnen; Aendachtigh liedt-boeck; met bijlage uit de Nederduytsche poëmata, 373 pag., formaat: 16×22 cm, geïllustreerd[12]
- Erik de Zweth: Strijd om Antwerpen, een historische novelle, uitgave: 1943, F.G. Kroonder, Bussum
  - Erik de Zweth = pseudoniem van Marcel Ponjaert, 84 blz., 19 cm[13]
- Orio Vergani: Mario's eerste liefde, uitgave: F.G. Kroonder, Bussum, niet aanwezig in de KB.
- Philip Exel: Meester Mathis' kruisgang, uitgave: F.G. Kroonder, Bussum, Niet aanwezig in de KB.
- Philip Exel: Bredero, uitgave: 1942, F.G. Kroonder, Bussum
  - Philipp Marie Peter Arnold Exel (1890-1946), 277 blz., geïllustreerd, formaat: 21 cm[14]
- De eerste brief van den apostel Paulus aan de Corinthiërs, Pegasus Pers, niet aanwezig in de KB.
- Folk. van Holland: De Nederlanden, uitgave: 1943, De Rechtvaerdige Trou, Amsterdam
  - op de franse titel staat de opdracht: "Eerbiedig opgedragen aan H. M. Koningin Wilhelmina, tijdelijk te Londen, De Rechtvaerdige Trou is het pseudoniem van Franso Hoes], Drukker: Utrecht: Ketelaar en de Leempt (= Deventer: "De IJsel"), oplage: 250 genummerde exx., 195 blz., geïllustreerd, formaat: 27 cm (De Jong 396, Simoni H51)[15]
- G. Werkman: Amsterdam stad te water, uitgave: 1943, F.G. Kroonder, Bussum
  - Gerhard Werkman (1912-1981), deel 1 van de De Amsterdamsche reeks, met literatuur opgave, 240 blz. en 16 blz. met foto's en tekeningen, 20 cm[16]
- Henk de Weerd: Wadden Legenden, uitgave: 1942, Overveen: Librije (=F.G. Kroonder, Bussum)
  - Hendrik de Weerd Wzn (1907-1975), illustraties: A. Broeckman-Klinkhamer, 215 p, formaat: 17 cm[17]
- Dr. E.F. Prins de Jong: Grieksche Terracotta's, uitgave: F.G. Kroonder, Bussum, niet aanwezig in de KB.
- J.J.A. Goeverneur:  Reizen en avonturen van Mijnheer Prikkebeen, een wonderbaarlijke en kluchtige historie / getekend door Rudolf Töpffer; voor de Nederlandse jeugd berijmd door J.J.A. Goeverneur; opnieuw getekend door B. Mohr; met een naschrift voor de ouders van F.K.H. Kossmann, uitgave: 1943, Ad. Donker, Bilthoven
  - Rodolphe Töpffer (1799-1846), Johan Jacob Antonie Goeverneur (1809-1889), medewerker: Bernhard (Ben) Mohr (1910-1984), vertaling van: L'histoire de M. Cryptogame. 1846, 191 blz., gïllustreerd met zwart/wit tekeningen, formaat: 20 cm[18]
- J.W.F. Werumeus Buning: De gewaarschuwde reiziger of het nuttig en vermakelijk spoorboekje,  behelzende wenken, raadgevingen, wijsheden en aanmoedigingen om te reizen tot eigen profijt, zowel bij regen als zonneschijn en in de vier diverse seizoenen, met teekeningen van Karel Thole, uitgave: 1944, Ad. Donker, Bilthoven
  - 103 blz. illustraties: formaat: 20 cm, gebonden[19]
- Thomas a Kempis: Over de erkenning van eigen vergankelijkheid, uitgave: 1941 (=1943), Ad. Donker, Antwerpen
  - vert. uit het Latijn door Louis F.C. Canté, gebruikt werd de tekst uit deel 2 van: Thomae Hemerken à Kempis Opera omnia. - Freiburg: Herder, 1904., vert. van: Libellus de recognitione propriae fragilitatis. uit 1904, tweede  druk, vergelijk: De Jong 815, 32blz., formaat: 19 cm[20]
- Gerard van Spaan: Beschrijving der stad Rotterdam, uitgave: Ad. Donker, Antwerpen, niet aanwezig in de KB.
- Just Havelaar: Hoogtepunten der Oud-Hollandsche landschapkunst, een ommegang door onze musea, uitgave: 1946, Ad. Donker, Bilthoven
  - Willem Justus Havelaar (1880-1930), deel 10 van de serie Erasmus librye, Met index, oorspronkelijke titel: "opstellen in Oude Kunst", 1916-18, 170 blz. + 12 platen met illustraties, formaat: 19 cm, gebonden[21]
- Cor Bruijn: Een gave van God, met illustraties van Anton Pieck, uitgave: 1942, Ploegsma, Amsterdam
  - Cornelis Pieter Bruijn (1883-1978), drukker: v/h G.J. van Amerongen & Co, Amersfoort, 39 blz. + 1 plaat met 1 zwart/wit tekening en 1 gekleurde tekening, formaat: 25 cm[22]
- Willem Schermerhorn en Hendrik Jan van Steenis: Leerboek der Landmeetkunde voor het middelbaar en hoger technisch onderwijs en voor de praktijk, uitgave: N.V. Wed. J. Arend & Zoon, Amsterdam[23]
- Tinus van Doorn, De vos en de boer, linosnedes en versjes uitgave: Ad, Donker, Bilthoven, 1945 (De Jong 203), Colophon: Van de, door Tinus van Doorn (geboren te Padang, op 2 Juni 1905 en gestorven te Brussel op 18 Mei 1940) nagelaten linoleumsneden, werd dit boek in een oplaag van honderd exemplaren gedrukt en met de hand gekleurd. De tekst werd gezet uit de Bodoni-letter.Oplage: 100 genummerde exemplaren[24][25]
- Jean Racine, Brittannicus, een toneelspel van Jean Racine, vertaling: Jan Prins, uitgave: Ad. Donker, Bilthoven, niet aanwezig in de catalogus van de KB.
- Rainer Maria Rilke: Vergezichten, vertellingen, [uit het Duits] vert. door F.W. van Heerikhuizen; verlucht door Ria Exel = Maria Geertruida Elisabeth Exel (1915-1985), medewerker: Frederik Wilhelm van Heerikhuizen (1910-1969), uitgave: F.G. Kroonder, Bussum, In sommige exemplaren is een strookje ingeplakt met de tekst: 'De vertaling van deze bundel is van de hand van A. Marja en F. van Heerikhuizen. Daar het werk tijdens de bezetting werd gedrukt, kon hiervan op de titelpagina niet volledig kennis worden gegeven.", naaste de gewone oplage werden 50 luxe exemplaren genummerd van 1-50, daarin werden de illustraties door Ria Exel met de hand ingekleurd[26]
- Cor Bruijn: Nederlandsche Sagen, Uitgave Ploegsma, Amsterdam, niet aanwezig in de KB-catalogus

### Verzorgde uitgaven voor de Bayard-reeks
- Ebben en Ivoor, Hein de Bruin, maart 1945, 18*13cm, 40p, ingenaaid, op handgeschept Büllen-papier, handgezet en gedrukt uit de Horley-letter, beperkte oplage, 50 genummerd en gesigneerd, (naam typograaf ontbreekt in het colophon) illegale uitgave, (niet in de Jong),[27]
- De Nieuwe Elckerijk, een symbolisch spel, F. W. van Heerikhuizen, 23*18cm, handgeschept papier Bullen, band met 3 koperen nietjes, Colophon: De Nieuwe Elckerlijc werd geschreven in Mei 1945, gezet uit de Bodoni-letter en gedrukt ter drukkerij Visser te Huizen N.H. Layout en typografische verzorging zijn van Joh. H. van Eikeren.[28]

### Bayard-reeks
Deze reeks uitgaven van de "Bayard Pers" oF uitgeverij F. G. Kroonder te Bussum, verscheen in de 4 eerste jaren na de 2e wereldoorlog. 
De reeks stond voor de nummers 1 t/m 26 onder redactie van A. Marja en H. Drijvers Jr.. De redactie voor de nummers 27-30 was was in handen van A. Marja voor Nederland, en Bert Decorte voor Vlaanderen.
De firma Kroonder werkte samen met vele drukkerijen in de buurt van Bussum, en liet de typografie voor de reeks geheel over aan Johan H. van Eikeren. De deeltjes 1 tot en met 17 hadden een formaat van 24.5*16 cm gebonden met een slappe kaft, de latere deeltjes hebben alle een kartonnen kaft en een kleiner formaat:  21*12,5 cm. Deze delen werden gebonden bij Gebr. Delcour te Hilversum.  
- 1945:
  - nr.0: Het schuldprobleem bij Dostojewski, Simon Vestdijk, 14pt Egmont-letter met 2 pt interlinie. ingenaaid, 23p., 23 cm, gedrukt op: Glazed Featherweight bij: Drukkerij J.K. Smit en zonen te Amsterdam, 50 exemplaren genummerd 1 tot 50 werden door de auteur gesigneerd.[29]
- 1946:[30]
  - nr.1: Uren en sigaretten : twee novellen, Gerrit Kouwenaar:  Bevat: Panta Rei. Vergeefs gebed, 43 p, gedrukt bij: J.K.Smit & Zn. te Amsterdam, 50 genummerde exx. gesigneerd door de auteur.[31]
  - nr.2: Salvis titulis : gedichten, M. Mok, 33p,  Letter: 12pt Egmont met 2pt interlinie, gedrukt bij J. K. Smit & Zonen te Amsterdam[32]
  - nr.3: Stukwerk, Gedichten, Niek Verhaagen, 34 blz., letter: Egmont letter van S. H. de Roos, 10 pt met 2 pt interlinie, bij Drukkerij Everhard te Naarden [33]
  - nr.4: Het spelkarakter van de Griekse dichtkunst : een essay, Hanno van Wagenvoorde, 37 p,  Astree-letter van R. Girot, gedrukt door Drukkerij Rutger Ophorst te  Bussum,[34]
  - nr.5: De redding van Robert Fentener : novelle,  M. Coutinho, 51 p, 25*16 cm, bladspiegel: letter: 12 pt Gatamont, gedrukt door J. K. Smit en Zoon.[35]
  - nr.6: Schiller en het idealisme : een essay,  G.H. Streurman, 57p, 24,5*16 cm, 12 pt Weiss Antiqua letter en afgedrukt door J. K. Smit en Zoon te Amsterdam.[36]
  - nr.7: Sonnetten en Andere Verzen,  Jan Spierdijk, 44p, 24,5*16 cm, 12 pt Koch Antiqua, afgedrukt bij N.V. Roepers' Drukkerij te Den Haag.[37]
  - nr.8: Pithecanthropus erectus, Emile den Tex, 30p, 24,5*16 cm, 10 pt Nobel, gedrukt bij J. K. Smit & Zonen te Amsterdam.[38]
  - nr.9: Talking shop : boutade van een boekverkooper, Jacques den Haan, 55p, 24*16 cm, 14 pt Garamont, gedrukt  bij J. K. Smit & Zoon te Amsterdam naar aanwijzingen van Johan H. Van Eikeren. Aanvraagnummer KB: 12058424,
  - nr.10: Capricho's en Rijmcritieken, Hendrik de Vries, 45p, 23 cm, 12pt Bodoni, afgedrukt door J. K. Smit en Zoon te Amsterdam. Oplage: 500 (?) exx. waarvan 100 genummerd.[39]
  - nr.11: 1946: Hellevaart,  Johan W. Schotman, 54 p, 24,5*16 cm, 10 pt Weiss-Antiqua, gedrukt bij M. Lindenbaum & Co te Amsterdam.[40]
  - nr.12: Shelley's Juliaan en Maddalo. een gesprek, in Nederlandse vertaling van Hein de Bruin. Percy Bysshe Shelley,   31 p, 24,5*16 cm, 12 Koch Antiqua, gedrukt bij N.V. Roepers'  Drukkerij te Den Haag.  Per abuis genummerd als nr VII.[41]
  - nr.13: Niemand begrijpt het, Jacobus van der Ster, 39 p, 24,5*16 cm, 12 pt Bodoni, gedrukt door  J. K. Smit en Zoon te Amsterdam.[42]
  - nr.14: Ontmoeting in den vreemde, novelle, J.B. Charles pseud. van Willem Hendrik Nagel, 40p, 24.5*16 cm 12 pt Garamont, gedrukt bij . K. Smit  & Zonen te Amsterdam.[43]>[44]
  - nr.15: De speelgenoten, een novelle, Ferdinand Langen, 36 p, 24,5*16 cm, 10 pt Lutetia, afgedrukt door Knuttel en Co te Amersfoort.[45]
- 1947:
  - nr.16: Voor het vaderland, een novelle, Rein Blijstra, 25p, 24,5*16 cm, bladspiegel: 12 pt Garamont letter en afgedrukt bij J. K. Smit en Zoon te Amsterdam. [46]
  - nr.17: Doornroosje, Gedichten, Gerrit Achterberg, 35p, 21*12,5 cm, 10 pt schreefletter met 2pt interlinie, druk: Everhard & Zn. Naarden, oplage: 1000 genummerde exx. Bindwerk: Gebr. Delcour te Hilversum.[47]
  - nr.17, tweede druk: exemplaren ongenummerd
  - nr.18: De revolutie van het woord : een essay, Anthony Bosman, 38p, 21*12,5 cm, 10 pt schreefletter, Druk: Knuttel & Co. te Amersfoort.[48]
  - nr.19: Nocturne : gedichten,  Albert Redeker,  40p, 213*12,5 cm, 8pt schreefletter, 6 pt interlijn tussen coupletten, Druk: Amaco te Amsterdam.[49]
  - nr.20: Herinneringen aan Marceline, Cees Silure, 45p, 21,5*16 cm, 12 pt schreefletter, druk: Knuttel & Co. te Amersfoort.[50]
  - nr.21: De Chinese fluitspeler : toneelspel in drie bedrijven, Manuel van Loggem, 79p, 21*12,5 cm, 12pt Studio letter van A. Overbeek. druk: J. K. Smit & Zonen N.V, Amsterdam.[51]
  - nr.22: Rendez-vous met een Remington, gedichten, Reinold Kuipers,'met Naschrift van A. Marja, (1948?) 43 p, 12 pt schreefletter, druk: Drukkerij Jac. Hey te Bussum,[52][53]
  - nr.23: De keuze : een gedicht, A. Marja, 34 p, 12 pt schreefletter, druk: Knuttel & Co te Amsterdam.[54]
  - nr.24: 1947: Boeken en publiek, Jacques den Haan, 41p, 21,5*12,5 cm, 12 pt schreefletter, druk: J. K. Smit en Zonen, Amsterdam,[55]
  - nr.25: Diaspora : volksliedjes uit vele landen, vertaald door Leo Boekraad, 48 p, 21,5*12 cm, bladspiegel: 12pt schreefletter, Drukkerij Jac. Hey te Bussum,[56]
- 1948:
  - nr.9: 3e druk, Talking shop : boutade van een boekverkooper, Jacques den Haan,  48p, 12 pt schreefletter, druk: Everhard & Zoon te Naarden.[57]
  - nr.26: Het "Oude Werelt" proces : novelle, Herman Besselaar, 48 p,[58] bladspiegel: 12pt schreefletter, druk: C. Haasbeek te Alphen aan de Rijn.[59]
  - nr.27: Berlijnsch dagboek, Jacques Gans, 52 p, 12pt schreefletter, zetbreedte: 18 aug, 34 regels, redactie voor Nederland: A. Marja, redactie voor Vlaanderen: Bert Decorte, colophon ontbreekt.[60]
  - nr.28: Liedjes van de liefde en van de dood, Hubert van Herreweghen, 43 p, 12pt schreefletter, zetbreedte 18 aug., colophon ontbreekt, redactie voor Nederland: A. Marja, redactie voor Vlaanderen: Bert Decorte, uitgegeven in samenwerking met uitgeverij Orion (uitgeverij) te Antwerpen, België.[61]
- 1949:  
  - nr.29: In de zevende hemel, Jef Last, (1949), 47 p,  10pt schreefletter, zetbreedte: 19 aug., 43 regels per pagina, redactie voor Nederland: A. Marja, redactie voor Vlaanderen: Bert Decorte, colophon ontbreekt, [62]
  - nr.30: Vergeefs gebaar : gedichten, Maurits Mok, (1949), 43 p, redactie voor Nederland: A. Marja, redactie voor Vlaanderen: Bert Decorte, colophon ontbreekt[63]

### Eigen werk in latere jaren
- 1945: Vier Maria legenden. Apeldoorn [Amsterdam]: De ivoren toren, F. Hoes, 1945[64]
- 1946: Marius Bauer. Zoals men hem niet kent. Een essay over het weinig bekende werk van den kunstenaar, zijn jeugdwerk, zijn werkwijze en zijn betekenis als illustrator. uitgave: F.G. Kroonder, Bussum, 1946, 25 blz., vijfenzeventig illustraties buiten de tekst, typografie Johan H. van Eikeren, reeks: Kunstboeken vorm en kleur; no. 1[65]
- 1946: Nederlandse boeken in het buitenland tentoongesteld. [S.l., s.d.]
- 1947: De Amsterdamse joffers: Maria E. van Regteren Altena, Ans van den Berg, Jo Bauer-Stumpff, Nelly Bodenheim, Lizzy Ansingh, Coba Ritsema, Coba Surie, Betsie Westendorp-Osieck, uitgave: F.G. Kroonder, Bussum, Kunstboeken vorm en kleur; no. 4, typografie Johan H. van Eikeren, ISBN 90-5897-422-7[66]
- 1950: De papiergroothandel in Amsterdam, uitgave Amsterdamse Grafische School: in Amsterdam en de drukkunst, kerstuitgave AGS.
- 1952: De brief van Don Juan, Blijspel in één bedrijf, Luisa Treves, uitgave Wereld Bibliotheek Vereniging, Amsterdam, typografie en omslagontwerp door Johan H. van Eikeren
- 1955: Over boekverzorging, Een door het Gerrit Jan Thiemefonds bekroonde beschouwing over het welverzorgde boek, uitgave: C.G.A.Corvey Papiergroothandel, Amsterdam. Het model voor den uitgever (97),[67] tweede druk: uitgave: Uitgeverij De Buitenkant, Amsterdam, 1984, opl. 1000 ex., waarvan 50 met de hand gebonden door binderij Phoenix ISBN 19 70386 05 3[68]
- 1968: Amsterdamse lieverdjes. [Amsterdam, ca. 1968]
- 1990: Over de aesthetische kant van uw vak. Een lezing. Amsterdam: De Buitenkant, 1990[69] Koppermaandag-uitgave, verschenen ter gelegenheid van het tienjarig bestaan van Uitgeverij De Buitenkant. - Lezing oorspr. gehouden op 27 september 1949, opl. van 300 ex, Eerder verschenen als dl. 18 van: Voordrachten voor leerlingen School voor Grafische Vakken

### Medewerking
- 1946: Drie Heiligenlegenden, dr. J.J.A. Zuidweg, inleiding en vertaling uit de “Legenda Aurea”
  - uitgave: Editiones Bonarum Litterarum, L. J. Veen’s Uitgeversmij NV, Amsterdam, 45 blz., typografie: Johan H. van Eikeren,  oplage: 500 exx. gedrukt bij: J. K. Smit & Zoon, op Hollands vergépapier, eerste 50 exx. genummerd en in halfleer gebonden door: N.V. Stokking's Boekbinderij[70]
- 1947: De treffelijke historie van Daphnis ende Chloé / Longos; vert. [naar de Fransche vert. van Amyox (i.e. Amyot) uit het Grieksch] door J. Brouwer
  - Uitgeverij F.G. Kroonder te Bussum, verlucht met vier teekeningen van C.A.B. Bantzinger, Gezet uit de Bembo-letter en gedrukt bij G.J. Thieme te Nijmegen, op getint oud-Hollandsch papier van G. Schut te Heelsum, typografie: Johan H. van Eikeren, de oplaag was 1000 genummerde exemplaren. Deze uitgaaf is een herdruk van een uitgave van de Wereldbibliotheek uit 1919: nr. 380 van de Wereldbibliotheek-reeks.
- 1949: J. Otto Kehrli Typografie en kunst., Vertaald en van een nawoord voorzien door Johan H.van Eikeren. Met vierentwintig afbeeldingen. 
  - uitgave: De Arbeiderspers voor de Stichting Graphilec, Mijdrecht. 75 blz. + 64 afbeeldingen, Algrafische serie, vertaling en nawoord en typografie: Johan H. van Eikeren, Vertaling van: Typographie und Kunst. - Bern: Schweizerischen Gutenbergmuseums, 1945[71]
- 1953: Jacob Vosmaer, Het leven en de wandelingen van Meester Maarten Vroeg, in vereenvoudigde taal.
  - uitgave: Wereldbibliotheek-Vereniging, 128 blz., Sinterklaas-premie, nr. 110, typografie: Johan H. van Eikeren
- 1955: Tien jaar Elseviers Weekblad, willekeurige bloemlezing, Elseviers weekblad, herfst 1955. 
  - gedrukt bij: Drukkerij Meijer n.v. te Wormerveer naar typografische aanwijzingen van John H. van Eikeren. Naast de gewone oplaag werden een aantal exemplaren gedrukt op houtvrij illustratiepapier, bestemd voor vrienden en relaties.
- 1956: M.E. Kroonenberg: Gerard Leeu Gouda 1477 – 1484. Een der eerste Noord-Nederlandse drukkers.
  - uitgave: nv. Drukkerij Koch & Knuttel, Gouda, 21 blz., illustraties en typografie: Johan H. van Eikeren. Koppermaandag 1956.[72]
- Anne H. Mulder.: Gouda. Stad van kaas, stroop en cultuur. With a summary in English. 
  - Aangeboden door de Kamer van Koophandel en Fabrieken voor Gouda en Omstreken, 31 blz., Illustraties en typografie: Johan H. van Eikeren. Gouda. Koppermaandag 1960. N.V. Drukkerij  Koch & Knuttel, Gouda.[73]

### Lijst van uitgevers waarvoor Van Eikeren werk leverde
- De Arbeiderspers, Amsterdam
- De Boekerij, Baarn
- L.E. Bosch & Zoon, Utrecht
- Elsevier Weekblad
- Hannibal/Katinka & Co, Utrecht
- Koch & Knuttel, Gouda
- F.G.Kroonder, Bussum, ook wel: Bayard Pers geheten
- A.A.M. Stols
- De Wereldbibliotheek-Vereniging, Amsterdam/Antwerpen

- International Standard Name Identifier: 0000 0000 2351 6668
- Library of Congress Control Number: n83327977
- Nederlandse Thesaurus van Auteursnamen: 069364419
- Système universitaire de documentation: 22920421X
- Virtual International Authority File: 62934822
- WorldCat: E39PBJcKMRWTrykRmJrQ3mVHmd